# Pierre Even (ciclista)
Pierre Even (Pont-l'Évêque, Calvados, 22 de gener de 1929 - Caen, 18 de maig de 2001) va ser un ciclista francès. Com amateur va guanyar la medalla de plata al Campionat del món de velocitat de 1950 per darrere del seu compatriota Maurice Verdeun.

## Palmarès
- 1950
  -  Campió del món amateur de velocitat
  -  Campió de França amateur de velocitat
  - 1r al Gran Premi de París en velocitat amateur